# D3坦克
D3坦克（法語：Char D3）是一款法國於二戰前研發的坦克。其是D1坦克的殖民地用版本。

## 歷史
在1930年代早期，D系列坦克還未量產時，雷諾公司就被要求研發D系坦克的一種改進型和一種殖民地用版本。最終，改進型發展成爲了D2坦克，而殖民地版本發展爲了D3坦克。但是D3坦克卻從未投產過。

### D1坦克
D1坦克是法國於第二次世界大戰前研發的一款輕型坦克，其繼任者是D2坦克。

### D2坦克
D2中型坦克是一款由法國於二戰前期研製，並在二戰中服役的中型坦克。它是D1坦克的繼任者。其最初準備設計成輕型步兵坦克，但是最後卻演變爲了中型坦克。相比D1坦克來說，D2坦克裝甲更厚，馬力更強。

## 腳註/來源
1. ↑  .   [2014-04-30]. （原始内容存档于2014-10-09）.